# Жагуариби (река)

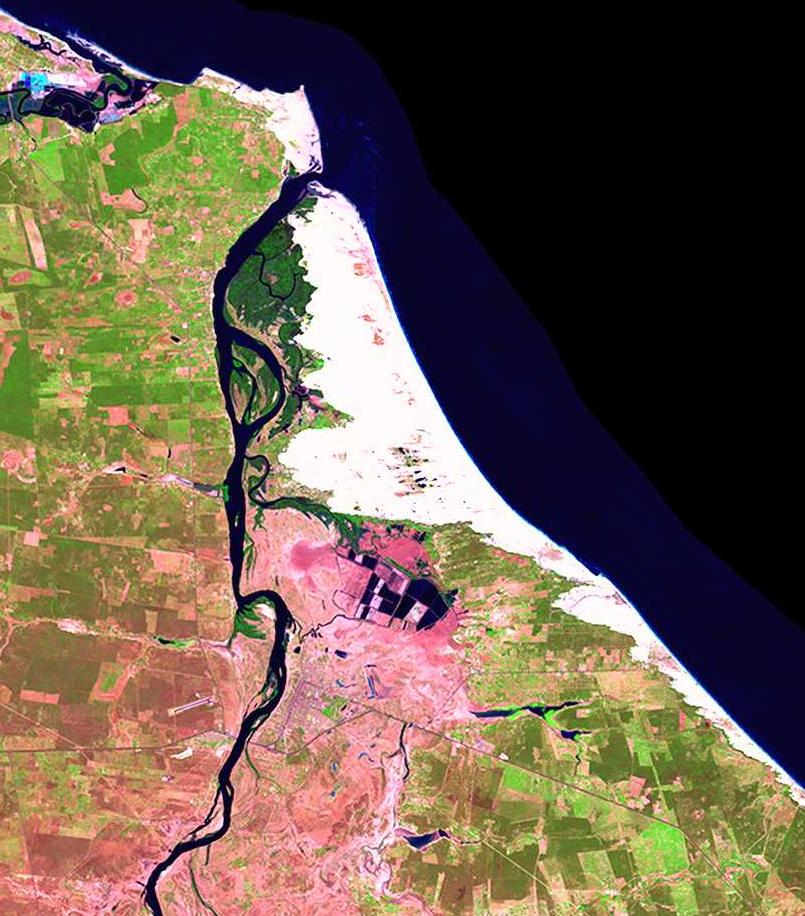
Спутниковая фотография устья реки

 Жагуариби (порт. Jaguaribe) — река в Бразилии, протекает по штату Сеара. Длина — 560 км, площадь водосборного бассейна — 75 669 км². Название на языке индейцев тупи означает «на берегу реки ягуаров».